# Eleições legislativas de 2015 na Maia

## Resultados Oficiais
| Partido                 | Partido                         | Votos   | %               | +/-   |
| ----------------------- | ------------------------------- | ------- | --------------- | ----- |
|                         | Portugal à Frente               | 27 964  | 38,15 / 100,00  | 11,49 |
|                         | Partido Socialista              | 22 970  | 31,34 / 100,00  | 1,42  |
|                         | Bloco de Esquerda               | 9 626   | 13,13 / 100,00  | 7,12  |
|                         | Coligação Democrática Unitária  | 4 846   | 6,61 / 100,00   | 0,66  |
|                         | Pessoas–Animais–Natureza        | 1 559   | 2,13 / 100,00   | 1,03  |
|                         | Partido Democrático Republicano | 870     | 1,19 / 100,00   | Novo  |
|                         | Outros                          | 2 630   | 3,59 / 100,00   |       |
| Votos Inválidos         | Votos Inválidos                 | 2 833   | 3,86 / 100,00   | 0,68  |
| Total                   | Total                           | 73 298  | 100,00 / 100,00 |       |
| Eleitorado/Participação | Eleitorado/Participação         | 113 346 | 64,67 / 100,00  | 2,78  |
| Fonte                   | Fonte                           | [ 1 ]   | [ 1 ]           | [ 1 ] |

## Resultados por Freguesia
Os resultados seguintes referem-se aos partidos que obtiveram mais de 1,00% dos votos:
| Freguesia               | %     | %     | %     | %    | %    | %    | Votantes |
| Freguesia               | PÀF   | PS    | BE    | CDU  | PAN  | PDR  | Votantes |
| ----------------------- | ----- | ----- | ----- | ---- | ---- | ---- | -------- |
| Águas Santas            | 33,04 | 33,82 | 14,67 | 7,79 | 2,24 | 0,98 | 14 316   |
| Castêlo da Maia         | 43,15 | 29,33 | 12,10 | 4,95 | 1,65 | 1,23 | 9 650    |
| Cidade da Maia          | 39,75 | 30,37 | 13,01 | 6,06 | 2,22 | 1,29 | 22 573   |
| Folgosa                 | 45,40 | 28,16 | 10,81 | 5,62 | 1,34 | 1,12 | 1 868    |
| Milheirós               | 35,14 | 34,62 | 12,84 | 6,72 | 2,41 | 0,89 | 2 695    |
| Moreira                 | 38,42 | 30,31 | 13,73 | 6,18 | 2,39 | 1,41 | 6 955    |
| Nogueira e Silva Escura | 40,72 | 29,01 | 13,33 | 6,30 | 1,87 | 1,29 | 4 330    |
| Pedrouços               | 32,04 | 35,13 | 12,87 | 9,23 | 2,06 | 0,94 | 6 513    |
| São Pedro Fins          | 44,92 | 27,02 | 11,96 | 5,56 | 2,35 | 1,13 | 1 062    |
| Vila Nova da Telha      | 39,09 | 31,29 | 11,30 | 7,10 | 2,52 | 1,38 | 3 336    |
| Maia                    | 38,15 | 31,34 | 13,13 | 6,61 | 2,13 | 1,19 | 73 298   |

#### Águas Santas
| Partido                 | Partido                        | Votos  | %               | +/-   |
| ----------------------- | ------------------------------ | ------ | --------------- | ----- |
|                         | Partido Socialista             | 4 842  | 33,82 / 100,00  | 1,59  |
|                         | Portugal à Frente              | 4 730  | 33,04 / 100,00  | 12,20 |
|                         | Bloco de Esquerda              | 2 100  | 14,67 / 100,00  | 7,85  |
|                         | Coligação Democrática Unitária | 1 115  | 7,79 / 100,00   | 0,45  |
|                         | Pessoas–Animais–Natureza       | 320    | 2,24 / 100,00   | 1,18  |
|                         | PCTP/MRPP                      | 170    | 1,19 / 100,00   | 0,17  |
|                         | Outros                         | 525    | 3,68 / 100,00   |       |
| Votos Inválidos         | Votos Inválidos                | 514    | 3,59 / 100,00   | 0,54  |
| Total                   | Total                          | 14 316 | 100,00 / 100,00 |       |
| Eleitorado/Participação | Eleitorado/Participação        | 22 416 | 63,87 / 100,00  | 2,33  |

#### Castêlo da Maia
| Partido                 | Partido                         | Votos  | %               |
| ----------------------- | ------------------------------- | ------ | --------------- |
|                         | Portugal à Frente               | 4 164  | 43,15 / 100,00  |
|                         | Partido Socialista              | 2 830  | 29,33 / 100,00  |
|                         | Bloco de Esquerda               | 1 168  | 12,10 / 100,00  |
|                         | Coligação Democrática Unitária  | 478    | 4,95 / 100,00   |
|                         | Pessoas–Animais–Natureza        | 159    | 1,65 / 100,00   |
|                         | Partido Democrático Republicano | 119    | 1,23 / 100,00   |
|                         | Outros                          | 322    | 3,33 / 100,00   |
| Votos Inválidos         | Votos Inválidos                 | 410    | 4,25 / 100,00   |
| Total                   | Total                           | 9 650  | 100,00 / 100,00 |
| Eleitorado/Participação | Eleitorado/Participação         | 15 534 | 62,12 / 100,00  |

#### Cidade da Maia
| Partido                 | Partido                         | Votos  | %               |
| ----------------------- | ------------------------------- | ------ | --------------- |
|                         | Portugal à Frente               | 8 972  | 39,75 / 100,00  |
|                         | Partido Socialista              | 6 856  | 30,37 / 100,00  |
|                         | Bloco de Esquerda               | 2 936  | 13,01 / 100,00  |
|                         | Coligação Democrática Unitária  | 1 367  | 6,06 / 100,00   |
|                         | Pessoas–Animais–Natureza        | 500    | 2,22 / 100,00   |
|                         | Partido Democrático Republicano | 292    | 1,29 / 100,00   |
|                         | Outros                          | 753    | 3,33 / 100,00   |
| Votos Inválidos         | Votos Inválidos                 | 897    | 3,97 / 100,00   |
| Total                   | Total                           | 22 573 | 100,00 / 100,00 |
| Eleitorado/Participação | Eleitorado/Participação         | 34 245 | 65,92 / 100,00  |

#### Folgosa
| Partido                 | Partido                         | Votos | %               | +/-  |
| ----------------------- | ------------------------------- | ----- | --------------- | ---- |
|                         | Portugal à Frente               | 848   | 45,40 / 100,00  | 7,19 |
|                         | Partido Socialista              | 526   | 28,16 / 100,00  | 0,34 |
|                         | Bloco de Esquerda               | 202   | 10,81 / 100,00  | 6,50 |
|                         | Coligação Democrática Unitária  | 105   | 5,62 / 100,00   | 0,74 |
|                         | Pessoas–Animais–Natureza        | 25    | 1,34 / 100,00   | 0,25 |
|                         | PCTP/MRPP                       | 22    | 1,18 / 100,00   | 0,19 |
|                         | Partido Democrático Republicano | 21    | 1,12 / 100,00   | Novo |
|                         | Outros                          | 55    | 2,95 / 100,00   |      |
| Votos Inválidos         | Votos Inválidos                 | 64    | 3,43 / 100,00   | 1,45 |
| Total                   | Total                           | 1 868 | 100,00 / 100,00 |      |
| Eleitorado/Participação | Eleitorado/Participação         | 2 882 | 64,82 / 100,00  | 2,57 |

#### Milheirós
| Partido                 | Partido                        | Votos | %               | +/-   |
| ----------------------- | ------------------------------ | ----- | --------------- | ----- |
|                         | Portugal à Frente              | 947   | 35,14 / 100,00  | 10,56 |
|                         | Partido Socialista             | 933   | 34,62 / 100,00  | 0,71  |
|                         | Bloco de Esquerda              | 346   | 12,84 / 100,00  | 7,84  |
|                         | Coligação Democrática Unitária | 181   | 6,72 / 100,00   | 0,32  |
|                         | Pessoas–Animais–Natureza       | 65    | 2,41 / 100,00   | 1,56  |
|                         | PCTP/MRPP                      | 34    | 1,26 / 100,00   | 0,15  |
|                         | Outros                         | 91    | 3,38 / 100,00   |       |
| Votos Inválidos         | Votos Inválidos                | 98    | 3,64 / 100,00   | 0,84  |
| Total                   | Total                          | 2 695 | 100,00 / 100,00 |       |
| Eleitorado/Participação | Eleitorado/Participação        | 4 009 | 67,22 / 100,00  | 1,15  |

#### Moreira
| Partido                 | Partido                         | Votos  | %               | +/-   |
| ----------------------- | ------------------------------- | ------ | --------------- | ----- |
|                         | Portugal à Frente               | 2 672  | 38,42 / 100,00  | 10,13 |
|                         | Partido Socialista              | 2 108  | 30,31 / 100,00  | 0,62  |
|                         | Bloco de Esquerda               | 955    | 13,73 / 100,00  | 7,62  |
|                         | Coligação Democrática Unitária  | 430    | 6,18 / 100,00   | 0,56  |
|                         | Pessoas–Animais–Natureza        | 166    | 2,39 / 100,00   | 1,11  |
|                         | Partido Democrático Republicano | 98     | 1,41 / 100,00   | Novo  |
|                         | Outros                          | 258    | 3,72 / 100,00   |       |
| Votos Inválidos         | Votos Inválidos                 | 268    | 3,86 / 100,00   | 0,66  |
| Total                   | Total                           | 6 955  | 100,00 / 100,00 |       |
| Eleitorado/Participação | Eleitorado/Participação         | 10 689 | 65,07 / 100,00  | 3,57  |

#### Nogueira e Silva Escura
| Partido                 | Partido                         | Votos | %               |
| ----------------------- | ------------------------------- | ----- | --------------- |
|                         | Portugal à Frente               | 1 763 | 40,72 / 100,00  |
|                         | Partido Socialista              | 1 256 | 29,01 / 100,00  |
|                         | Bloco de Esquerda               | 577   | 13,33 / 100,00  |
|                         | Coligação Democrática Unitária  | 273   | 6,30 / 100,00   |
|                         | Pessoas–Animais–Natureza        | 81    | 1,87 / 100,00   |
|                         | Partido Democrático Republicano | 56    | 1,29 / 100,00   |
|                         | PCTP/MRPP                       | 48    | 1,11 / 100,00   |
|                         | Outros                          | 121   | 2,80 / 100,00   |
| Votos Inválidos         | Votos Inválidos                 | 155   | 3,58 / 100,00   |
| Total                   | Total                           | 4 330 | 100,00 / 100,00 |
| Eleitorado/Participação | Eleitorado/Participação         | 6 709 | 64,54 / 100,00  |

#### Pedrouços
| Partido                 | Partido                        | Votos  | %               | +/-   |
| ----------------------- | ------------------------------ | ------ | --------------- | ----- |
|                         | Partido Socialista             | 2 288  | 35,13 / 100,00  | 2,38  |
|                         | Portugal à Frente              | 2 087  | 32,04 / 100,00  | 12,46 |
|                         | Bloco de Esquerda              | 838    | 12,87 / 100,00  | 7,44  |
|                         | Coligação Democrática Unitária | 601    | 9,23 / 100,00   | 0,20  |
|                         | Pessoas–Animais–Natureza       | 134    | 2,06 / 100,00   | 0,98  |
|                         | PCTP/MRPP                      | 80     | 1,23 / 100,00   | 0,36  |
|                         | Outros                         | 221    | 3,39 / 100,00   |       |
| Votos Inválidos         | Votos Inválidos                | 264    | 4,06 / 100,00   | 0,62  |
| Total                   | Total                          | 6 513  | 100,00 / 100,00 |       |
| Eleitorado/Participação | Eleitorado/Participação        | 10 140 | 64,23 / 100,00  | 1,40  |

#### São Pedro Fins
| Partido                 | Partido                         | Votos | %               | +/-  |
| ----------------------- | ------------------------------- | ----- | --------------- | ---- |
|                         | Portugal à Frente               | 477   | 44,92 / 100,00  | 7,78 |
|                         | Partido Socialista              | 287   | 27,02 / 100,00  | 1,10 |
|                         | Bloco de Esquerda               | 127   | 11,96 / 100,00  | 7,63 |
|                         | Coligação Democrática Unitária  | 59    | 5,56 / 100,00   | 0,25 |
|                         | Pessoas–Animais–Natureza        | 25    | 2,35 / 100,00   | 1,02 |
|                         | Partido Democrático Republicano | 12    | 1,13 / 100,00   | Novo |
|                         | Outros                          | 34    | 3,20 / 100,00   |      |
| Votos Inválidos         | Votos Inválidos                 | 41    | 3,86 / 100,00   | 1,89 |
| Total                   | Total                           | 1 062 | 100,00 / 100,00 |      |
| Eleitorado/Participação | Eleitorado/Participação         | 1 645 | 64,56 / 100,00  | 3,04 |

#### Vila Nova da Telha
| Partido                 | Partido                         | Votos | %               | +/-   |
| ----------------------- | ------------------------------- | ----- | --------------- | ----- |
|                         | Portugal à Frente               | 1 304 | 39,09 / 100,00  | 11,54 |
|                         | Partido Socialista              | 1 044 | 31,29 / 100,00  | 1,20  |
|                         | Bloco de Esquerda               | 377   | 13,30 / 100,00  | 8,38  |
|                         | Coligação Democrática Unitária  | 237   | 7,10 / 100,00   | 1,42  |
|                         | Pessoas–Animais–Natureza        | 84    | 2,52 / 100,00   | 1,35  |
|                         | Partido Democrático Republicano | 46    | 1,38 / 100,00   | Novo  |
|                         | Outros                          | 122   | 3,66 / 100,00   |       |
| Votos Inválidos         | Votos Inválidos                 | 122   | 3,66 / 100,00   | 1,41  |
| Total                   | Total                           | 3 336 | 100,00 / 100,00 |       |
| Eleitorado/Participação | Eleitorado/Participação         | 5 077 | 65,71 / 100,00  | 2,56  |